# Maximilien Luce
Maximilien-Jules-Constant Luce (Párizs, 1858. március 13. – Párizs, 1941. február 6.) francia impresszionista, posztimpresszionista festő, illusztrátor, vésnök és anarchista aktivista. Elsősorban tájképeiről ismert, de festett csendéleteket, elsősorban virágokkal, otthoni jeleneteket, portrékat, valamint gyárakat és munkásokat.

## Pályafutása
Luce munkáscsaládban született, apja Charles-Désiré Luce vasúti tisztviselő, anyja Louise-Joséphine Dunas volt. A család a Montparnasse negyedben élt. Luce 1864-ben kezdett iskolába járni, amelyet 1872-ben fejezett be, és Henri-Théophile Hildebrand fametsző tanonca lett. Három éven át dolgozott mellette, és közben esti rajzórákat vett. Ebben az időben kezdett el olajjal festeni. Családjával Párizs déli elővárosába,  Montrouge-ba költöztek. Művészeti tanulmányait Diogène Maillard-nál folytatta a Gobelins tapétaüzemben.
1876-tól Eugène Froment műhelyében dolgozott, ahol fametszeteket készített különböző kiadványokhoz, köztük a L'Illustration és a londoni The Graphic számára. További képzőművészeti tanulmányokba kezdett a l'Académie Suisse-ben és Carolus-Duran portréfestőnél. Froment műhelye révén megismerkedett Léo Gaussonnal és Émile-Gustave Cavallo-Péduzzival, és hárman együtt festettek impresszionista stílusú tájképeket Lagny-sur-Marne-nál.
1879-től négy éven át szolgált a francia hadseregben, a bretagne-i Guingampban. A következő évben őrmesterré léptették elő, és baráti viszonyba került Alexandre Millerand későbbi köztársasági elnökkel. Carolus-Duran segítségével Párizsba helyezték át.
Az új nyomdászati technológia, a cinkográfia megjelenése szinte teljesen kiszorította a fametszeteket. Mivel így lehetetlenné vált metszői állást találnia, 1883-tól teljes egészében a festésnek szentelte magát. Ebben az évben ismerkedett meg gyermeke leendő anyjával, Ambroisine Bouinnal. Gausson és Cavallo-Péduzzi ismertette meg a Georges Seurat által kifejlesztett pointillizmussal, és ő is ebben a stílusban kezdett alkotni, célja a fény erőszakos hatásainak megragadása volt.
1887-ben a Montmartre negyedbe, a párizsi képzőművészeti és bohém élet központjába költözött. Csatlakozott a független festők társaságához (Société des Artistes Indépendants), és részt vett a harmadik tavaszi tárlatukon, ahol Paul Signac megvette egyik alkotását, a Mosdást (La Toilette). Camille Pissarrót és Félix Fénéon kritikust lenyűgözte a fiatal festő hét bemutatott műve, és rajtuk kívül Luce megismerkedett Seurat-val és számos más alkotóval.
Első önálló kiállítását Fénéon segítségével tartotta 1888 júliusában, amikor tíz képet mutatott be. 1889-ben hat képet állított ki Brüsszelben, az A XX-ak tárlatán. Három évvel később ismét részt vett a belgiumi kiállításon. Ugyanebben az évben Pissaróval Londonba utazott, majd Signac-kal Saint-Tropez-ban festett. 1893-ban Bretagne-ban dolgozott. A 20. század elején a neoimpresszionizmust háttérbe szorított az impresszionizmus művészetében. Ebben a stílusban készültek az első világháború frontjairól visszatérő sebesült katonákat ábrázoló képei is. 1915-1919 kivételével valamennyi független tárlaton kiállított 1887 és 1941 között. 1926-ban retrospektív tárlaton mutatta be az elmúlt harminc évben festett képeit.
1909-ben megválasztották a Société des Artistes Indépendants alelnökének, 1935-ben elnökének, miután Signac meghalt, aki 1908 óta töltötte be a posztot. 1940-ben, miután a Vichy-kormány rendeletben tiltotta meg a zsidók részvételét a szervezetben, tiltakozásul lemondott tisztségéről.

## Témái
Maximilien Luce egyedülálló kortársai között témaválasztásának sokszínűségét tekintve. Készített festői tájképeket a Szajna mentén és délen, a mediterrán Saint-Tropez-ban. Megfestett füsttől sötét bányász- és gyárvárosokat, dolgozó munkásokat, megörökítette a Párizsi Kommün véres leverését, nyomon követte a rue Réaumur újjáépítését, de leginkább ismert képei a párizsi életet ábrázolják. A Szent Mihály rakpartról és a Notre-Dame-ról festménysorozatot készített, amelyben megpróbálta megragadni a modern nagyvárosi élet teljességét, ahogy egy 1900-as levelében írta „Szeretnék megörökíteni ünnepségeket, házasságokat, embereket, ahogy jönnek-mennek, a tömeget, egy szóval, Párizstǃ”

## Alkotásai

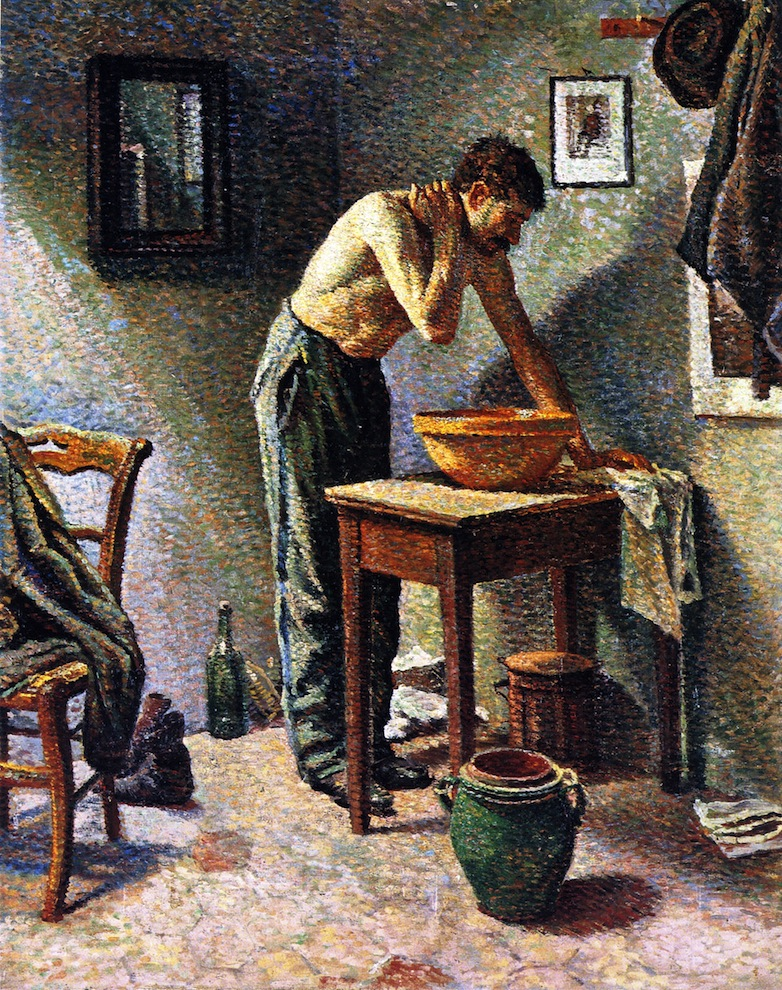
Mosdás
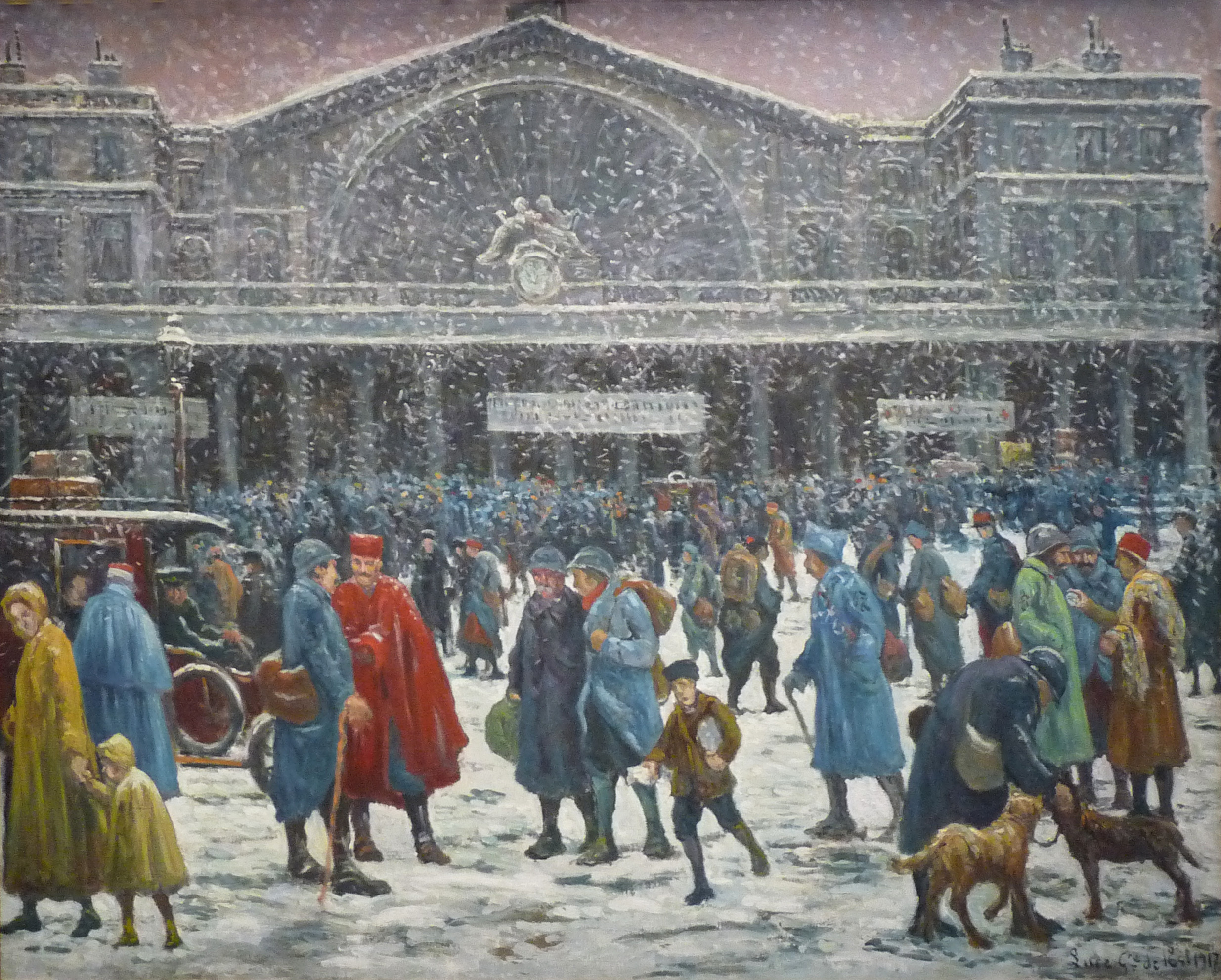
A Gare de l'Est hóesésben
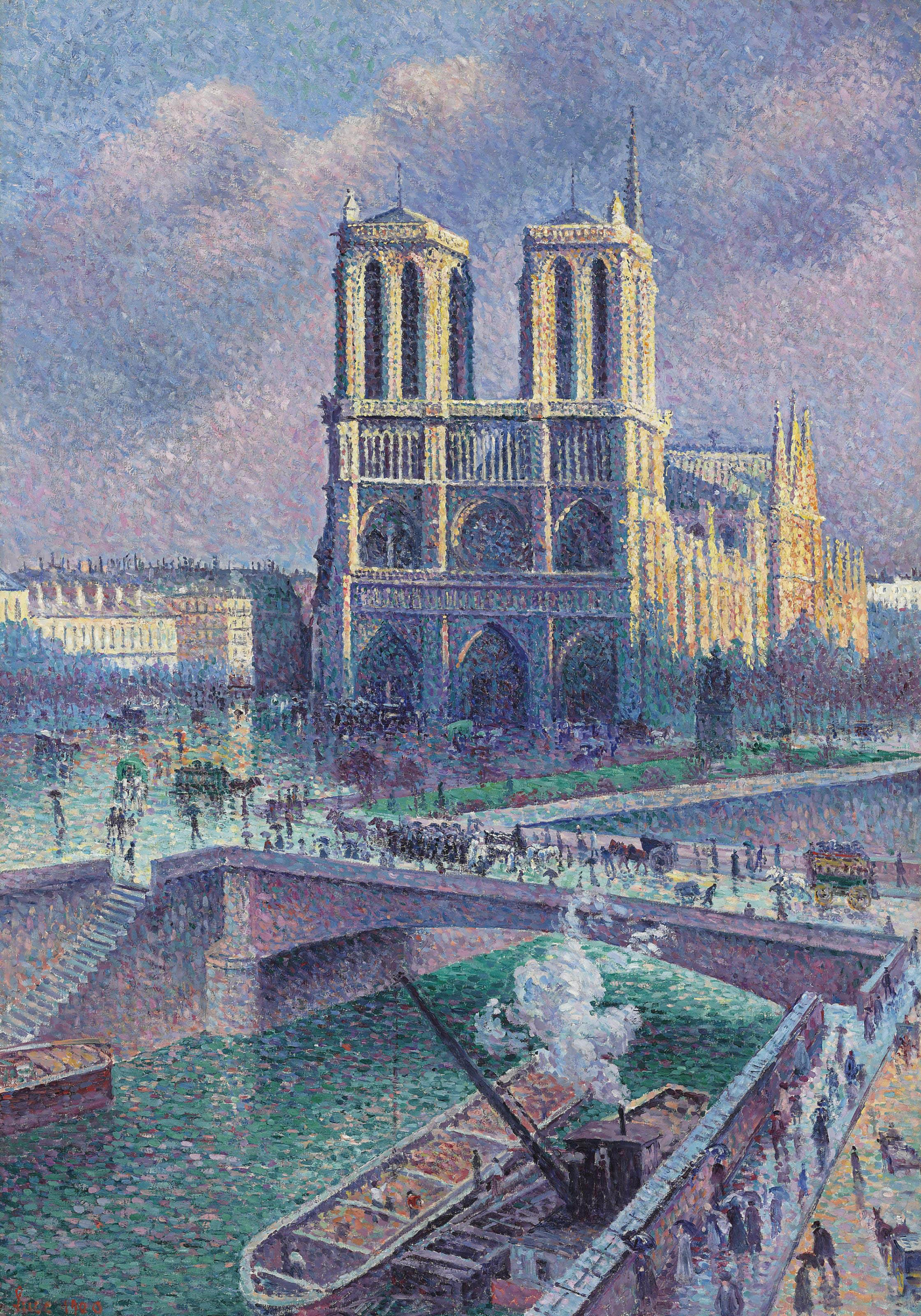
Notre-Dame
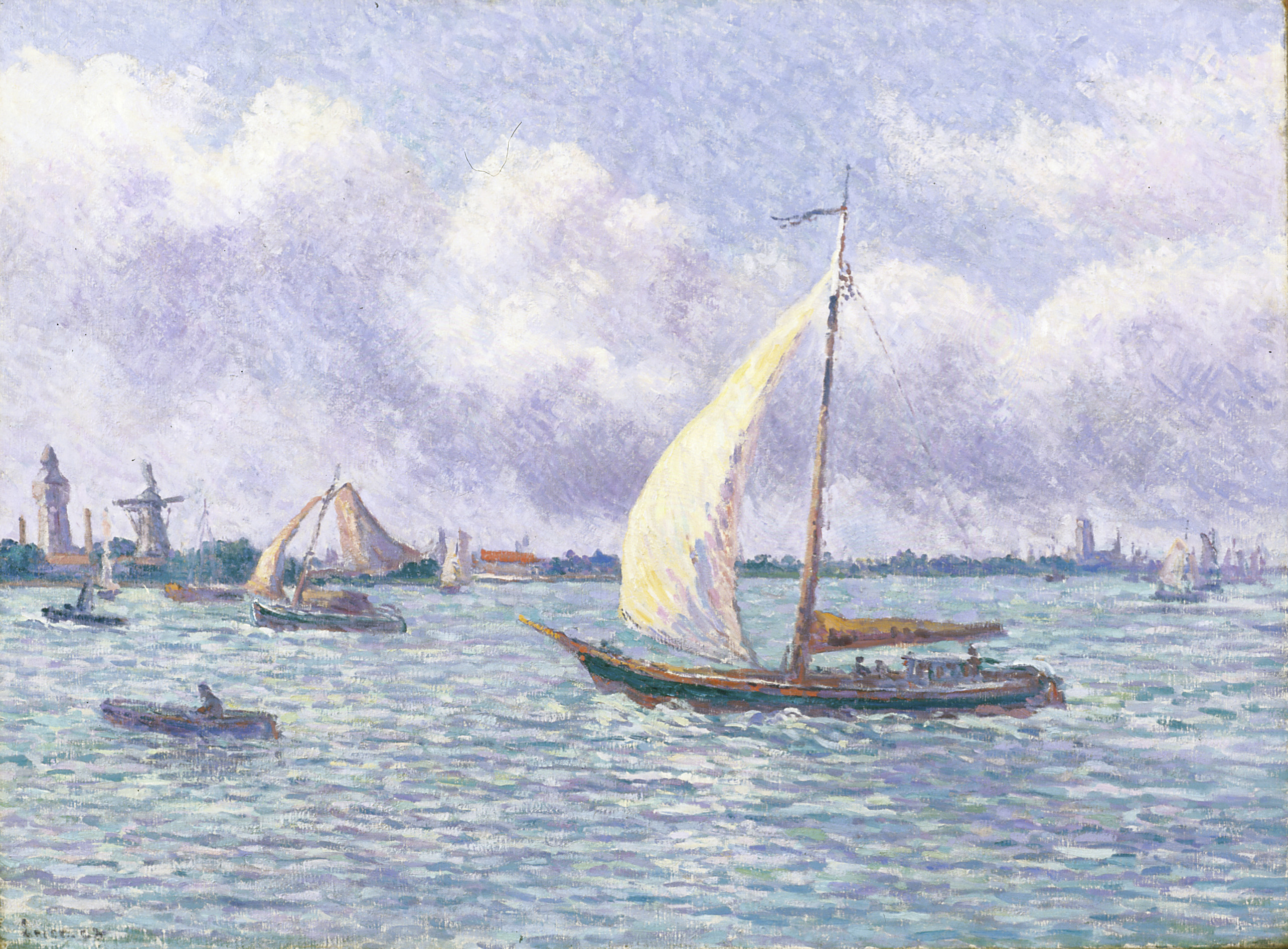
A Meuse Dordrecht közelében
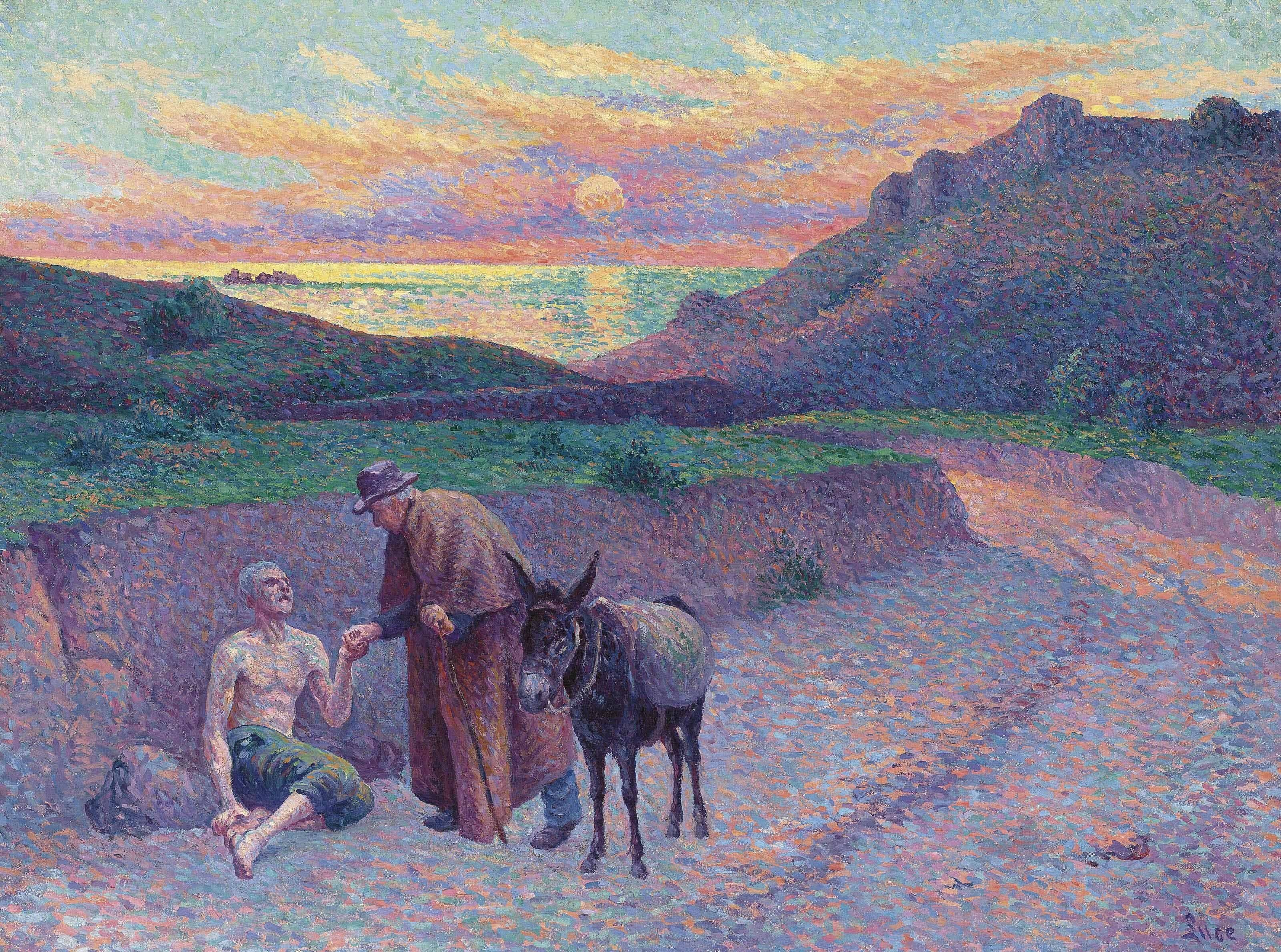
Irgalmas szamaritánus
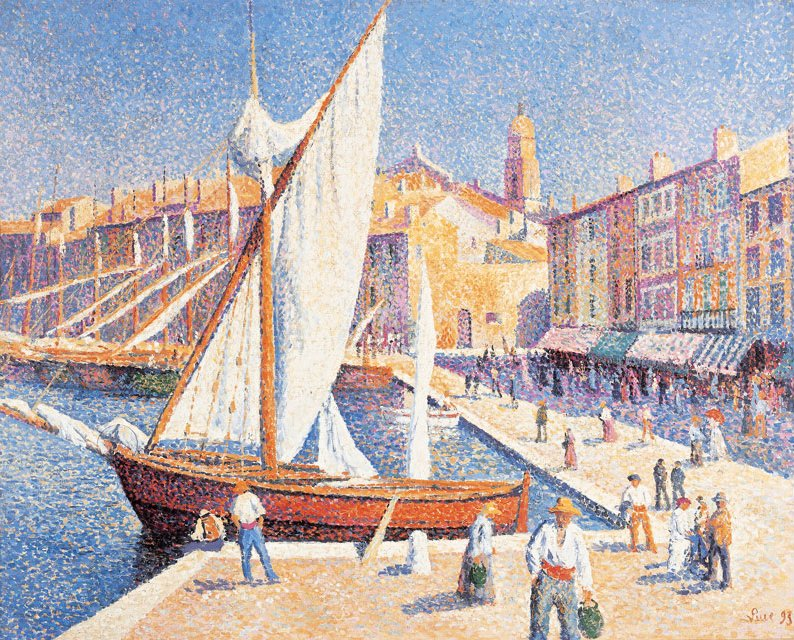
Saint-Tropez kikötője
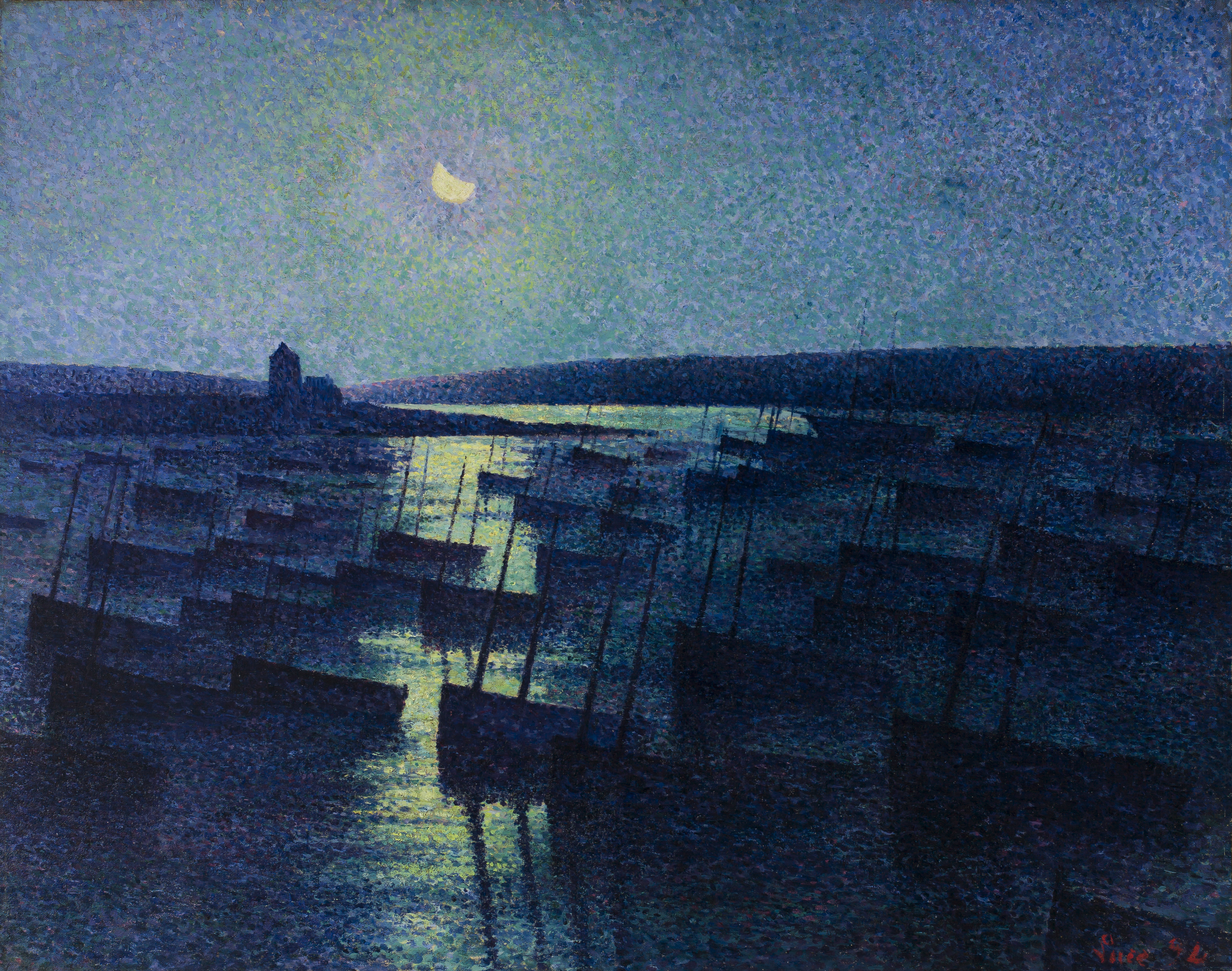
Holdfény és halászbárkák Camaret-nél